# Las Minas
Las Minas là một đô thị thuộc bang Veracruz, México. Năm 2005, dân số của đô thị này là 2824 người.